# Azeta schausi
Azeta schausi là một loài bướm đêm trong họ Erebidae.